# 馬基埃韋
47°37′0″N 30°41′32″E / 47.61667°N 30.69222°E
馬基埃韋（烏克蘭語：Макієве），是烏克蘭的村落，位於該國南部尼古拉耶夫州，由弗拉季伊夫卡區負責管轄，始建於1795年，面積0.36平方公里，海拔高度48米，2001年人口86，人口密度每平方公里238.9人。